# Orkesta församling
Orkesta församling var en församling i Stockholms stift och i Vallentuna kommun i Stockholms län. Församlingen uppgick 2006 i Vallentuna församling.

## Administrativ historik
Församlingen har medeltida ursprung.
Den 1 januari 1952 (enligt beslut den 28 september 1951) överfördes församlingen från Uppsala stift och Seminghundra och Ärlinghundra kontrakt till Stockholms stift och Roslags västra kontrakt.

### Pastorat
- Medeltiden: Eget pastorat.
- Medeltiden till 1 januari 1962: Annexförsamling i pastoratet Markim och Orkesta.
- 1 januari 1962 till 1 januari 2006: Annexförsamling i pastoratet Vallentuna, Markim, Orkesta och Frösunda.[3][4]

## Komministrar
| Ämbetstid | Namn                 | Levnadstid | Övrigt                                    |
| --------- | -------------------- | ---------- | ----------------------------------------- |
| 1640      | Ericus               |            |                                           |
| 1642      | Magnus Torgstunensis |            |                                           |
| 1643-1661 | Eric Petri Frondinus |            | Senare kyrkoherde i Fresta församling.    |
| 1659-1665 | Johan Ol. Arnaesius  |            | Senare kyrkoherde i Tuna församling.      |
| 1665      | Anders Agrivillius   |            |                                           |
| 1674-1691 | Daniel Chreiman      |            | Senare kyrkoherde i Markims församling.   |
| 1691-1702 | Johan J. Mollstadius |            | Senare kyrkoherde i Vidbo församling.     |
| 1703-1704 | Lars Salthenius      |            | Senare kyrkoherde i Markims församling.   |
| 1705-1742 | Thure Unander        | -1742      |                                           |
| 1742-1757 | Nils Unander         |            | Senare kyrkoherde i Markims församling.   |
| 1757-1767 | Lars Lundberg        | 1720-1767  |                                           |
| 1768-1782 | Olof Öhrman          | -1782      |                                           |
| 1783-1787 | Abraham Pihlman      | 1684-1755  | Senare kyrkoherde i Markims församling.   |
| 1788-1809 | Pehr Kempe           | 1755-1809  |                                           |
| 1810-1817 | Eric Isander         | 1760-1817  |                                           |
| 1817-1832 | Carl Fredric Pihlman | 1781-1832  |                                           |
| 1832-1838 | Pehr Söderström      |            | Senare kyrkoherde i Norrtälje församling. |
| 1839-1842 | Per Axel Högmark     | 1802-1842  |                                           |

## Kyrkobyggnader
- Orkesta kyrka